# Независимое расследование
«Независимое расследование» — детективное ток-шоу в режиме прямого эфира, выходившее на НТВ с октября 1999 года по апрель 2001 года, на ОРТ (далее «Первый канал») с июля 2001 года по апрель 2003 года, на ТВС с апреля по июнь 2003 года и на RTVi с мая 2004 по декабрь 2007 года. С 26 сентября по 25 ноября 2011 года в изменённом формате выходила на РЕН ТВ. Ведущий — Николай Николаев.

## Тематика
Цель передачи — рассказать о самых громких преступлениях, имеющий большой общественный резонанс. Гости ток-шоу — самые разнообразные люди: свидетели и участники событий, сотрудники Генеральной прокуратуры, ФСБ, МВД, эксперты, психологи, имевшие право голоса в студии. Очень подробно рассказывается обо всех нюансах преступления. Компилировались в том числе и уже известные массовому зрителю подробности дел. В студии демонстрируются видеосюжеты на основе документальных фильмов, оперативных съёмок и фотографий. Некоторые эпизоды восстанавливались методом условной реконструкции. «Независимое расследование» — это показ лишь тех преступлений, актуальные подробности которых не были известны широкой аудитории.

## История программы
В середине 1999 года обозреватель Службы информации НТВ Николай Николаев, специализировавшийся на освещении актуальных событий в сфере криминала, предложил тогдашнему генеральному директору компании Олегу Добродееву концепцию нового детективного ток-шоу, которое бы освещало в подробностях громкие уголовные дела последнего времени, с собой же в качестве ведущего. Выслушав его предложение, Добродеев перенаправил Николаева в службу главного продюсера на утверждение концепции, которая, в итоге, была одобрена.
Передача впервые появилась на экране в октябре 1999 года и снималась в 11-й студии Останкино. За это время свет увидели около 60 ток-шоу. Изначально программа выходила в записи, с 2001 года была переведена в прямой эфир. Самой громкой передачей стал выпуск «Рязанский сахар: учения спецслужб или неудавшийся взрыв?», вышедший в эфир 24 марта 2000 года. Также отмечается оперативная работа бригады программы в дни трагедии АПЛ К-141 «Курск» в Баренцевом море — НТВ выкупило и вывело в эфир списки погибшего экипажа с подводной лодки, транслировало многочасовые прямые включения корреспондентов с места событий. За годы существования телепрограммы в эфире разных каналов у неё были как сторонники, так и оппоненты, неодобрительно высказывавшиеся о её качестве. В отдельных случаях во времена НТВ программа могла перебирать заявленный по печатной программе передач хронометраж и сдвигать по сетке вниз на несколько минут плановый выпуск программы «Сегодня» в 22:00 (о чём свидетельствовала периодически появлявшаяся внизу экрана бегущая строка об изменениях в программе).
После захвата телекомпании НТВ у «Независимого расследования» были все шансы перейти на канал ТВ-6, однако автор и ведущий Николай Николаев сказал, что передача не вписывается в концепцию телеканала. В конечном итоге он перешёл вместе со своей программой на ОРТ. Здесь «Независимое расследование» выходило на протяжении двух лет. Первый выпуск программы на ОРТ, телеэфир которого состоялся 12 июля 2001 года, готовился около месяца, однако жители разных регионов увидели две версии одной дискуссии в рамках «Независимого расследования» с разной продолжительностью: на Дальний Восток передача вышла в прямом эфире, хронометраж 51 минута, а на европейскую часть России — уже в несколько сокращённом варианте. Спустя некоторое время администрация телеканала извинилась перед участниками передачи за этот инцидент. Предполагалось, что далее «Независимое расследование» будет выходить в осовремененном виде и будет приближено к реалиям повседневной жизни социума. На НТВ примерно тогда же ушедшую программу Николаева решили заменить сразу двумя программами схожего плана — «Очная ставка» и «Внимание, розыск!».
В марте 2003 года программа «Независимое расследование» покинула и «Первый канал». В многочисленных интервью газетам Николаев сказал, что его не устраивали подход к программе телекомпании ВИD и невыносимые условия работы. Автор устал противостоять их заказам и темам, которые выбираются: «Я приходил на канал журналистом, а меня пытаются превратить в официанта». Сам факт значительного изменения тематики «Независимого расследования» нашёл подтверждение в некоторых печатных СМИ незадолго до второго закрытия передачи, при этом некоторые источники считали, что программа на первой кнопке преобразилась в лучшую сторону по сравнению с периодом существования в эфире старого НТВ. Кроме этого, Николаев был недоволен тем, что сотрудники «Первого канала» намеревались кардинально изменить тематику передачи, а также записали несколько выпусков программы с совершенно другим коллективом и новым ведущим, о чём Николаев не знал изначально. Впоследствии вслед за Николаевым ушла практически вся его команда, в том числе и режиссёр Андрей Столяров.
Николай Николаев вспоминал о своём уходе с «Первого канала» следующим образом:
Могу сказать честно: Константин Львович тогда пытался сделать всё, чтобы программа всё-таки сохранилась. Но, к сожалению, это было только на начальном этапе. Что случилось потом, мне трудно сказать. Но всё пошло под другим телевизионным цензорным соусом. Мне ставили неприемлемые условия, вписывали в сценарий, даже не согласовывая это со мной, какие-то моменты. Мне сказали: «Ты теперь не автор, ты ведущий. Мы тебе сами текст напишем, а ты будешь произносить слова». Но зачем тогда быть журналистом? И я ушёл. Хотя с «Первого канала» уходят только сумасшедшие и покойники. Знакомые крутили у виска: «Ты что? „Первый“ – вершина нашей телебашни». Но я понимал, что не смогу больше оставаться в тех условиях. И вряд ли у кого-то ещё раз получится использовать меня как вантуз для продавливания нечистот.
Последний выпуск на «Первом канале» вышел в эфир 7 апреля 2003 года. Чуть позднее, «Независимое расследование» обрело новое место жительства: вскоре ток-шоу появилось на ТВС, но уже под названием «Новое расследование с Николаем Николаевым». Помимо шестого канала, куда автор и ведущий передачи 2 года назад отказался перейти вслед за остальными коллегами со старого НТВ, передачу были готовы принять и некоторые неназванные дециметровые телеканалы: Николаеву лично сделали несколько административных предложений. На ТВС передача стала выходить в декорациях 5-й студии Останкино, как и большинство других программ этого телеканала («Итоги», «Без галстука», «В нашу гавань заходили корабли», «Земля — воздух», «Забытый полк» и «Однокашники»).
Вместе с закрытием ТВС в июне 2003 года программа «Новое расследование» была приостановлена. Затем с 29 мая 2004 по 29 декабря 2007 года на канале RTVi ток-шоу выходило под названием, полученным в 2003 году («Новое расследование»), в прежнем формате. В 2011 году на РЕН ТВ телепрограмма выходила под старым названием в жанре журналистского расследования.

## Список выпусков
НТВ:
- 1. Теракты в Москве. Месяц спустя (13 октября 1999)[53]
- 2. Александр Солоник — миф и реальность (20 октября 1999)
- 3. Кому нужна была смерть Виктора Новосёлова? (10 ноября 1999)
- 4. Тайна гибели полковника Савельева (17 ноября 1999)
- 5. Похищение Егора Нисевича. Можно ли найти ребёнка в России[54] (1 декабря 1999)
- 6. Афера века: кто похитил алмазы у России? (22 декабря 1999)
- 7. Групповое самоубийство в Балашихе (14 января 2000)
- 8. Убийство Дмитрия Холодова. Взрыв в «МК» (19 января 2000)
- 9. Отравление банкира Кивелиди (26 января 2000)[55]
- 10. Убийство Игоря Талькова. 8 лет спустя (2 февраля 2000)
- 11. Тайна сервиса «Автолюкс». Братская могила для автолюбителей (9 февраля 2000)
- 12. Убийство священника Александра Меня (16 февраля 2000)
- 13. Взрыв на Котляковском кладбище (23 февраля 2000)
- 14. Дело «питерских санитаров» (2 марта 2000)[56]
- 15. МММ — история гениального обмана (16 марта 2000)
- 16. Рязанский сахар: учения спецслужб или неудавшийся взрыв (24 марта 2000)
- 17. Убийство генерала Льва Рохлина[57] (31 марта 2000)
- 18. Катастрофа на космодроме «Плесецк» (7 апреля 2000)
- 19. Есть ли деньги у «Властилины» (14 апреля 2000)
- 20. Элеонора Кондратюк: роковая встреча красавицы и чудовища (21 апреля 2000)
- 21. Хоккей под прицелом. Убийство Валентина Сыча (28 апреля 2000)
- 22. Убийство Отари Квантришвили (12 мая 2000)
- 23. Жизнь и смерть депутата Скорочкина (19 мая 2000)
- 24. Катастрофа «Як-40» (26 мая 2000)
- 25. Дело Якубовского. Криминал или политика? (2 июня 2000)
- 26. Самоубийство Игоря Сорина[58] (9 июня 2000)
- 27. ВИЧ-инфекция в детских больницах. Вспышка в Элисте (26 июня 2000)
- 28. Поздравляю! Вы выиграли… Законы «лохотрона» (30 июня 2000)
- 29. Ответьте «Курску»! (7 сентября 2000)[59]
- 30. Пожар на Останкинской телебашне (5 октября 2000)[60]
- 31. Гибель старшего сержанта Игоря Губернского (12 октября 2000)
- 32. Барнаул: университетский маньяк (19 октября 2000)[61]
- 33. Тайна заговора. Покушение на губернатора (2 ноября 2000)
- 34. Взрыв на Пушкинской площади (9 ноября 2000)
- 35. Перестрелка на Профсоюзной: против кого вели бой спецслужбы? (16 ноября 2000)
- 36. ЧП в роддоме Дмитровска. Тайна исчезновения младенцев (23 ноября 2000)
- 37. Гибель парома «Эстония»: тайна последнего рейса (30 ноября 2000)[62]
- 38. Исчезновение Олега Залогина. Как найти без вести пропавшего (7 декабря 2000)
- 39. Записки с «Курска»: «…мы всё делали по инструкции» (21 декабря 2000)
- 40. События в Вильнюсе (1991) (11 января 2001)[63]
- 41. Покушение Фанни Каплан на Владимира Ленина (18 января 2001)[64]
- 42. Дело Соколова. За что расстреляли директора «Елисеевского»? (25 января 2001)
- 43. Развод по-французски. Наталья Захарова и Патрик Уари (8 февраля 2001)[65][66]
- 44. Серебряные Пруды. Трагедии маленького городка (15 февраля 2001)
- 45. Мёртв на 99,9 %. Убийство Георгия Гонгадзе (22 февраля 2001)
- 46. «Всем лежать!». Охрана президента в городе Сочи (1 марта 2001)
- 47. Чилийский вариант в рязанской глубинке (15 марта 2001)
- 48. «Ребята, всё нормально, я из МВД. Можно ли разыскать убийцу с документами сотрудника спецслужб?» (22 марта 2001)[67]
- 49. Не стреляйте, мы свои! Сергиево-Посадский ОМОН (29 марта 2001)
- 50. Дело без номера (5 апреля 2001)[68]
- 51. Угон самолёта Ту-154 в Саудовскую Аравию (12 апреля 2001)[69][70]

ОРТ/Первый канал:
- Убийство Галины Старовойтовой (12 июля 2001)[38]
- Дело Алексея Ильюшенко (19 июля 2001)
- «Подставы» на дорогах (26 июля 2001)
- Неопознанные летающие объекты (2 августа 2001)
- Взрыв в Пушкинском переходе (9 августа 2001)[71]
- ГКЧП. 10 лет спустя (16 августа 2001)[72]
- Попрошайки на дорогах (23 августа 2001)
- Договорные матчи в футболе (30 августа 2001)
- Колдуны (6 сентября 2001)
- Убийство Кирилла Голубева в Санкт-Петербурге (13 сентября 2001)
- Дело нижегородца Алексея Михеева (20 сентября 2001)[73][74]
- Вторжение в Афганистан (1 октября 2001)
- Незаконное выселение из квартир в Рязани (22 октября 2001)
- Торговля иномарками, находящимися в угоне (29 октября 2001)
- Белая стрела (5 ноября 2001)
- Сибирская язва (12 ноября 2001)
- Проституция в России (26 ноября 2001)
- Почему бегут особо опасные преступники (3 декабря 2001)
- АвтоВАЗ (10 декабря 2001)
- Мошенничество под гипнозом (14 января 2002)[75]
- Оборотни. Нарушения закона в правоохранительных органах Воронежской области (21 января 2002)
- Массовые убийства в Каширском районе (28 января 2002)
- Брянские пинкертоны: двойное убийство в Брянске (4 февраля 2002)
- Олимпиада-2002 и сопутствующие ей скандалы (4 марта 2002)[76][77]
- Проблема взаимоотношений педагогов и учеников (18 марта 2002)
- Вопрос смертной казни (25 марта 2002)[78]
- Милицейский розыгрыш (1 апреля 2002)
- SOS из мусоровоза (8 апреля 2002)
- Травмы и потери во время военных учений (15 апреля 2002)
- Эвтаназия (22 апреля 2002)[79]
- Самооборона и ответственность (13 мая 2002)
- Работа за рубежом (20 мая 2002)
- Опять «Властилина»! (27 мая 2002)
- История Сергея Антипова, обвинённого в убийстве двух девушек (3 июня 2002)
- Всегда ли собака — друг человека? (10 июня 2002)
- Фальшивые таблетки (17 июня 2002)[80][81]
- Квартирные мошенники (24 июня 2002)
- Родительские права (1 июля 2002)
- Убийство Марии Савельевой (8 июля 2002)
- Взаимоотношения между родителями и их взрослыми детьми (15 июля 2002)
- Убийца поневоле (21 октября 2002)
- Похитительница собственных детей (28 октября 2002)
- Отцы и дети — история участника Великой Отечественной войны, ставшего инвалидом по вине своего сына (4 ноября 2002)
- Кыштымский карлик (25 ноября 2002)
- Выселение жителей из собственных домов (2 декабря 2002)[82]
- Рыбная мафия (9 декабря 2002)[83]
- Ваучеры (23 декабря 2002)
- Невозвращённые долги (4 января 2003)
- Врачебные ошибки. Часть первая (27 января 2003)
- Вендетта по-вологодски (3 февраля 2003)
- Проблемы психиатрической экспертизы (10 февраля 2003)
- Последний довод милиции (17 февраля 2003)
- Разводы (3 марта 2003)
- Семейные трагедии (17 марта 2003)
- Врачебные ошибки. Часть вторая (31 марта 2003)

ТВС:
- Невыплаты заработных плат в российской провинции (21 апреля 2003)[84]
- Катастрофа на леднике Колка в сентябре 2002 года (28 апреля 2003)[85]
- Продажа и вывоз цветного металла из России (12 мая 2003)[86]
- Убийство депутата Сергея Юшенкова (19 мая 2003)[87]
- Безразличие государства к инвалидам (26 мая 2003)[88]
- Похищение российского ребёнка ливанскими террористами (2 июня 2003)[89]
- Катастрофа ИЛ-86 Пулковских авиалиний в Шереметьеве (9 июня 2003)[90]
- Русские в странах бывшего СССР (16 июня 2003) — последний выпуск, который канал ТВС успел выдать в эфир до отключения в конце недели.
- Демография России (23 июня 2003)[91] — планировался к показу, но так и не вышел в связи с закрытием ТВС.

РЕН ТВ:
- Почему самый быстрый вид транспорта стал самым небезопасным (26 сентября 2011)
- Почему учебные стрельбы украинских ракетчиков закончились трагедией? (3 октября 2011)
- Как выбивают долги коллекторские агентства (10 октября 2011)
- Почему поймать машину опасно для жизни? (17 октября 2011)
- Виновен или нет? (28 октября 2011)
- Существует ли угроза вторжения китайских мигрантов? (11 ноября 2011)
- Почему пешеходы объявили войну автомобилистам, и что движет этими людьми: злоба или страх? (18 ноября 2011)
- Дело о гибели Вани Скоробогатова (25 ноября 2011)